# Onesos
Onesos (altgriechisch Όνησος) war ein antiker griechischer Bronzeschmied, der nach der Mitte des 6. Jahrhunderts v. Chr. wahrscheinlich im Ägäisraum tätig war.
Von Onesos ist nur ein signiertes und damit zuweisbares Werk überliefert. Dabei handelt es sich um ein schlichtes Miniatur-Wagenrad aus Bronze, auf dem auch die Weiheinschrift angebracht ist. Die Weihung, in der er sich als altgriechisch χαλκοτύπος („Bronzeschmied“) bezeichnete, erfolgte an Apollon. Das einfache Handwerksstück wurde in Kamiros auf Rhodos gefunden und befindet sich heute im Archäologischen Museum in Rhodos-Stadt.